# Nota de defecto

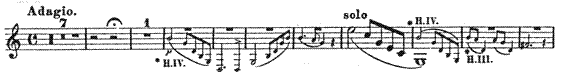
Un ejemplo de notas de defecto. Este ejemplo de la Obertura de Der Freischütz para trompa segunda contiene notas de referencia que muestran la cuarta y la tercera parte de trompa, para ayudar a una entrada adecuada.

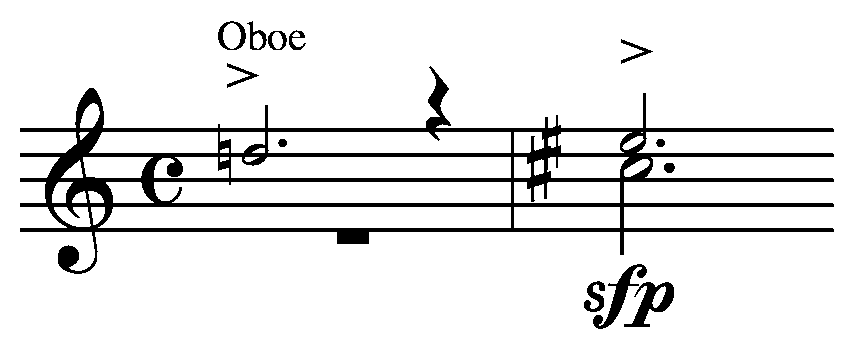
Notas de defecto en la música orquestal

En notación musical, una nota de defecto o notas de defecto son indicaciones que informan a los intérpretes, «sobre pasajes importantes que otros instrumentos tocan, [como una] entrada después de un largo período de silencio». Una señal también puede funcionar como una guía para otro instrumento para la improvisación musical o, si hay muchos compases de silencio, para ayudar al intérprete a saber dónde tiene que entrar.
«Las notas de referencia se pueden dar solo como guía, para ayudar a la entrada de un artista después de muchos compases de silencio... [Su tamaño y todos los elementos asociados con ellos] es algo más pequeño que el tamaño normal de una nota, pero lo suficientemente grande como para ser legible (65-75% del tamaño normal de una nota)».
El instrumento señalado se indica con texto y las notas de referencia son más pequeñas que el resto. Las plicas de las notas de referencia van todas en la misma dirección y las notas de referencia se transponen a la tonalidad del instrumento que va a entrar.